# Língua powhatan
Powhatan ou Algonquino da Vírginia Algonquian é uma língua extinta pertencente ao subgrupo das línguas algonquinas orientais das línguas algonquinas. Foi falado pelo povo powhatan das marés da Virgínia. Foi extinta por volta da década de 1790, depois que seus falantes mudaram para o Inglês.
A única evidência documental da língua são duas listas curtas de palavras registradas na época do primeiro contato com europeus William Strachey gravou cerca de 500 palavras e o capitão John Smith gravou apenas cerca de 50 palavras. Smith também relatou a existência de uma forma pidgin de Powhatan, mas praticamente nada se sabe sobre ela. O material de Strachey foi coletado em algum momento entre 1610 e 1611 e provavelmente escrito em suas anotações em 1612 e 1613, depois que ele retornou à Inglaterra. Nunca foi publicado em sua vida, embora ele tenha feito uma segunda cópia em 1618. A segunda cópia foi publicada em 1849 e a primeira em 1955. O material de Smith foi coletado entre 1607 e 1609 e publicado em 1612 e novamente em 1624. Não há indicação do local onde ele coletou seu material. Como muitas línguas algonquianas, Powhatan não tinha um sistema de escrita, então tudo o que resta são as gravações do século XVII e a montagem que pode ser feita usando as línguas algonquianas relacionadas.
Embora a língua tenha sido extinta, algumas das tribos que faziam parte do Tsenacommacah (Powhatan Chiefdom) ainda permanecem próximas de suas terras. Essas tribos incluem Mattaponi, Nansemond, Chickahominy, Pamunkey e Patawomeck, todos reconhecidos pela Commonwealth da Virginia ou pelo governo federa. Há também a nação Powhatan Renape, anteriormente localizada na reserva indígena Rankokus em Burlington (Nova Jersey) que está trabalhando para recuperar sua cultura e educar o povo.
Powhatan é uma língua Álgica. Está intimamente relacionado a  Unami,  Munsee,  Nanticoke,  Massachusett e outras línguas algonquinas orientais, Está mais distante relacionado a  Ojíbua,  Cree,  Cheyenne,  Siksisá e outras línguas algonquinas , e está mais distante relacionado a  iyot e  Yurok.

## História

### História pré-colonial
A língua Powhatan formou-se a partir de uma divisão de outras línguas algonquinas orientais, e os grupos que se deslocavam para o sul substituíram as culturas anteriores na área, à medida que a língua se tornava mais distinta. Não há certeza se a língua algonquiana da Carolina era ou não uma língua distinta de Powhatan, pois, em última análise, os grupos algonquianos da Carolina como o Chowanoke, Croatan e Machapunga são filiais étnicas dos grupos Powhatan da Virgínia. 
Powhatan era provavelmente a língua dominante do que hoje é o leste da Virgínia e foi usada no Chefe de Estado Powhatan.

### Contato europeu
Os primeiros europeus a encontrar os Powhatan foram os espanhóis. Eles deram a essa região o nome Ajacán e podem ter navegado pelo rio Potomac; no entanto, a colonização espanhola finalmente falhou nesta área.
Os ingleses chegaram em 1607 com o capitão John Smith e começaram o assentamento de Jamestown. Smith gravou apenas cerca de 50 palavras em Powhatan, mas William Strachey, um escritor inglês, conseguiu gravar cerca de 500 palavras. Como naquela época Powhatan ainda era a língua dominante, e durante os primeiros anos os ingleses eram dependentes dos Powhatan para comida, os ingleses tiveram que aprender a nova língua encontrada. A língua inglesa começou a pegar emprestadas muitas palavras de Powhatan; a língua foi creditada como a fonte de mais empréstimos em inglês do que qualquer outra língua indígena.  A maioria dessas palavras provavelmente foi emprestada muito cedo, provavelmente antes do conflito Powhatan-inglês surgir em 1622 Entre essas palavras estão: chinquapin ( Castanea pumila  ), chum  (como em chumming) , hickory ',  hominy,  matchcoat, moccasin  muskrat 'opossum,' persimmon, 'pokeweed',pone(como em' 'pone de milho) ,  raccoon, terrapin, tomahawk ' e Dirca wicopy. {{sfn | Siebert | 1975 | p = Quando os ingleses continuaram a se expandir para o território Powhatan, o inverso começou a acontecer: o povo Powhatan agora tinha que aprender inglês. A língua Powhatan declinou desde então até desaparecer completamente na década de 1790.

### Atualmente
Nas últimas décadas, houve um interesse em reviver a língua perdida, especialmente pelos descendentes da Confederação Powhatan. Em 1975, Frank Siebert, um lingüista especializado em línguas algonquianas, publicou um estudo em livro, alegando a "reconstituição" da fonologia da língua.
Para o filme de 2005 "O Novo Mundo", que conta a história da colonização inglesa da Virgínia e do encontro com os Powhatan, Blair Rudes fez uma tentativa de reconstrução da língua "como poderia ter sido". Especialista nas línguas indígenas da Carolina do Norte e Virgínia, ele usou as listas de palavras Strachey e Smith, bem como os vocabulários e gramáticas de outras línguas algonquinas e as correspondências sonoras que parecem obter entre eles e Powhatan. Mais especificamente, ele usou uma Bíblia traduzida para a língua  Massachusett] para juntar a gramática e o proto-algonquina para comparar as palavras nos registros de Smith e Strachey.
Os linguistas da faculdade de William e Mary estão trabalhando com a tribo Patawomeck para recuperar a língua e fizeram progressos nesse sentido. A tribo Patawomeck oferece aulas va língua Stafford, Virginia.

## Fonologia

### Consoantes
Esta tabela é baseada na reconstrução de Frank T. Siebert da língua Powhatan. Ele usou as notas de John Smith, mas se baseou principalmente no trabalho de William Strachey, gravado entre 1610 e 1611. Siebert também usou seu conhecimento dos padrões de outras línguas algonquianas para determinar o significado das notas de Strachey. Esta tabela fornece os símbolos práticos, juntamente com seus equivalentes IPA, entre parênteses.
|                | Bilabial | Alveolar | Pós-alveolar | Velar | Glotal |
| -------------- | -------- | -------- | ------------ | ----- | ------ |
| Oclusiva       | p [p]    | t [t]    |              | k [k] |        |
| Africada       |          |          | č [tʃ]       |       |        |
| Fricativa      |          | s [s]    |              |       | h [h]  |
| Nasal Oclusiva | m [m]    | n [n]    |              |       |        |
| Vibrante       |          | r [ɾ]    |              |       |        |
| Semivogal      | w [w]    |          | y [j]        |       |        |

### Vogais
Siebert reconstrói as seguintes vogais para Powhatan (com supostos equivalentes de IPA entre colchetes):
|              | Anterior       | Central | Posterior      |
| ------------ | -------------- | ------- | -------------- |
| Meio Fechada | i· [iː], i [ɪ] |         |                |
| Meio Fechada | e· [eː]        |         | o· [oː], o [ʊ] |
| Meio Aberta  | e [ɛ]          |         |                |
| Aberta       |                | a [ʌ~a] | a· [ɑː]        |

### Mudanças fonológicas
Com base em seu trabalho para reconstruir Powhatan, Siebert foi capaz de comparar as mudanças que o idioma poderia ter feito em comparação com a língua proto-algonquiana e o algonquiano proto-oriental. Aqui estão três das mudanças mais básicas apontadas por sua pesquisa:
Todos os fonemas silábicos são os mesmos entre o algonquiano proto-oriental e o powhatan, e a única mudança entre esses dois e o proto-algonquiano é que a palavra inicial / ɛ / se tornou uma / a / em phathatan e algonquiano proto-oriental. Ex: PA / ɛšpeːwi / 'está alto' →  aspēw  [ʌsˈpeːw].
As vogais finais da palavra são excluídas se forem precedidas por uma consoante entre proto-algonquiano e Powhatan. Ex: PA / myeːneθki / 'terraplenagem' →  mēnesk  [ˈmeːnesk].
Powhatan diminui a diferença entre / s / e / š / encontrada em proto-algonquiano. Da mesma forma, PA / l / torna-se a / ɾ / em Powhatan, a menos que esteja na posição final da palavra de uma partícula ou morfema flexional, onde é excluído. Além disso, PA / θ / torna-se a / t /. Ex: PA / šiːˀšiːpa / 'pato' →  siyssiyp  [ˈsiːssiːp]; PA / leːkawi / 'areia' →  rēkaw  [ˈɾeːkʌw]; PA / aθemwehša / 'cachorro pequeno' →  atemoss  [ʌˈtɛmʊss]

### Estrutura silábica
Siebert não analisa especificamente a estrutura das sílabas, mas usando o léxico e os exemplos que ele fornece, o padrão (C) V (ː) (C) pode ser determinado. Clusters dentro de palavras são limitados a dois consoantes, CVCCVC.

### Tonicidade
A linguagem Powhatan usa síncope fonética para determinar a sílaba tônica em palavras, mais especificamente a síncope de vogais fracas, / a / e / e /. O Peso da sílaba é determinado com base no fato de a primeira sílaba conter ou não uma vogal fraca. Nesse caso, as sílabas numeradas pares são pesadas e as sílabas numeradas ímpares são leves. Por exemplo, / nepass /, que significa sol, seria pronunciado / ne | PASS /. Se a palavra começa com uma vogal forte, é o contrário, com as sílabas pares numeradas sendo leves e as sílabas ímpares sendo pesadas. Por exemplo, / wiːngan /, que significa bom, seria pronunciado / WIːN | gan /.
Existem dois tipos de síncope: maior e menor. A principal síncope ocorre em morfemas com três ou mais sílabas no meio da palavra. Isso acontece especialmente em sílabas leves que terminam em / s / ou / h /. Alguns exemplos disso estão nas palavras colher e vassoura. "Colher" seria pronunciado / eː | MEH koːn /, mas com síncope principal, é pronunciado / eːm | KOːN /. Para "vassoura", pronuncia-se / ČIː | keh KAHI kan /, mas com o sincopado, ele acaba / ČIːK | kahi KAN /. Observe que o último exemplo é um excelente exemplo da sílaba leve que termina em / h / sendo sincopada.
A síncope menor tende a ser opcional e só são vistos dialetos específicos. O peso da sílaba não é um fator e, em vez disso, depende se a palavra começa com / m / ou / n / ou termina com um / s / ou um grupo consonantal incluindo / s / como / sk /. Um exemplo disso está na palavra para cinco, que seria pronunciada / pa | REːN eskw / e é pronunciado como / pa | REːN esk / ou / pa | REːN | sk /.

## Gramática

### Substantivo
Em Powhatan, os substantivos usam afixos para inflexo, dependendo de sua classe. Parece que os afixos são adicionados apenas a substantivos da terceira pessoa. Esses substantivos não são apenas categorizados como singular ou plural, mas também animados ou inanimados. Para o grupo animado, há as classes de proximiadade e obviatividade; a classe aproximada é para substantivos considerados mais salientes e a classe obviativa é para substantivos considerados menos salientes. Isso é bastante comum para as línguas algonquianas e reflete fortemente a visão de mundo tradicional dos grupos Powhatan, bem como de outros grupos de línguas algonquinas.
|          | Animado   | Animado | Inanimado |
| Próximo  | Obviativo |         | Inanimado |
| -------- | --------- | ------- | --------- |
| Singular |           | -ah     |           |
| Plural   | -ak       | -ah     | -as       |

### Diminutivos
Powhatan possui 6 afixos para nomear itens diminutivamente. Esses afixos funcionam de acordo com uma regra de Sândi. O último final da lista é o diminutivo mais comumente visto. A seguir, os próprios afixos:
- -ins ex: mehekoins "varinha"
- -ēns ex: piymenahkoānēns "cordinha"
- -ēs or -īs ex: mahkatēs "carvãozinho"
- -iss ex: metemsiss "velhimha"
- -ēss ex: mossaskoēss "roto almiscarado"
- -ess  ex: ērikoess "formiguinha"

### Verbos
Existem 3 tipos de afixos verbais da língua Powhatan, todos infletivos. Powhatan é uma língua que segue um padrão aglutinante. Embora possa ter perdido algumas de suas regras estritas, existe um padrão claro em que a indicação de pessoa é bastante consistente, independentemente do tipo ou classe de verbos.

#### Verbos independentes intransitivos animados
O quadro abaixo apresenta os afixos utilizados pelos verbos animados intransitivos. As primeira e segunda pessoas singulares geralmente usam o prefixo  ne -  /  ke- , a menos que o verbo termine com um longo  ā , caso em que é necessário um  ne-m  /  ke-m  circumfix. No plural, a 1ª pessoa possui 2 formas, Inclusiva e Exclusiva;
| Pessoa            | Afixo    |
| ----------------- | -------- |
| 1ª s              | ne-/ne-m |
| 2ª s              | ke-/ke-m |
| 3ª s              | -w/-o    |
| 1ª p ( exclusiva) | ne-men   |
| 1ª p ('inclusiva) | ke-men   |
| 2ª p              | ke-mow   |
| 3ª p              | -wak     |

O segundo grupo de verbos é para inanimados transitivos] s. Esses verbos têm apenas sujeitos singulares, mas isso não os impede de ter uma forma singular e plural. Esses verbos também se enquadram em 3 classes diferentes e em duas formas negativas.
| Pessoa       | Classes                                | Classes                         | Classes                         |
| ------------ | -------------------------------------- | ------------------------------- | ------------------------------- |
|              | 1 EX. tāhtēh "extingui-lo"             | 2 EX. pēt "trazê-lo "           | 3 EX. nam "vê-lo"               |
| 1ª singularː | ne-amen netāhtēhamen "eu o extinguo"   | ne-ān nepētān "eu o trago"      | ne-en nenamen "eu o vejo"       |
| 2ª singular  | ke-amen ketāhtēhamen "tu o estingues"  | ke-ān kepētān "tu trazes"       | ke-en kenamen "eu o vejo"       |
| 3ª singular  | o-amen otāhtēhamen "ele o extinguo"    | -ow pētow "ele traz"            | o-men onammen "ele o vê"        |
| 1ª plural    | -amena tāhtēhamena "nós o extinguimos" | -āna pētāna "nós trazemos"      | -ena namena "nós o vemos"       |
| 2ª plural    | -amena tāhtēhamena "vós o extinguis"   | -āna pētāna "vós todos trazeis" | -ena namena "vós todos o vides" |
| 3ª plural    | -amena tāhtēhamena "eles o extinguem"  | –                               | -ena namena "eles o veem"       |

| Pessoa | Classe 1   | Class 3 |
| ------ | ---------- | ------- |
| 1st    | ne-amowen  | ne-owen |
| 2nd    | ke-amowmen | ke-owen |
| 3rd    | o-amowen   | o-owen  |

#### Verbos trasitivos animados
Essa classe de verbo é usada para expressar ações feitas a outras pessoas e coisas. Observe a hierarquia que ocorre, especialmente na 1ª forma singular com um 2º objeto singular. Ao referir um relacionamento I a você, como  kowamānes  "Eu te amo", uma variante do prefixo da 2ª pessoa,  ko-  é usada em vez do prefixo da 'primeira pessoa' 'ne-' ', embora "Eu" é o sujeito.
| Relações pessoais      | Affix                                   |
| ---------------------- | --------------------------------------- |
| 1ª sing. – 3ª sing     | ne-āw nemerāmāw "eu cheiro-o"           |
| 2ª sing – 3ª sing      | ke-āw kemownasāw "eu corto cabelo dele" |
| 1ª – 2ª sing           | ko-es kowamānes "eu te amo"             |
| Negativa 1 ª – 2ª sing | ke-erow                                 |

### Sintaxe
Possivelmente devido ao fato da pesquisa de Siebert ter sido mais focada na reconstrução de Powhatan com o objetivo de compará-la com as Proto-Algonquinas ou porque as notas de Smith e Strachey não se prestavam para analisá-la, a sintaxe não é discutida na pesquisa dle nem existem quaisquer exemplos de como poderiam ter sido as frases. No entanto, olhando para outras línguas da mesma família que Powhatan, alguns padrões básicos podem ser estabelecidos:
Foi estabelecido que Powhatan é considerada uma língua aglutinativa, o que significa que morfemas podem ser adicionados às palavras para comunicar significados mais descritivos. Isso acontece especialmente nos verbos, permitindo que uma palavra longa represente basicamente uma frase inteira. Isso quase elimina a importância da ordem das palavras.
Outras línguas da família Algonquina são marcadas com finais obviativos / de poximidade, que esclarecem os sujeitos em foco, especialmente ao contarem-se histórias.
Não há dados suficientes registrados para reunir uma lista definitiva dos imperativos, mas Strachey documenta os mesmos que estavam sendo usados. Portanto, usando essas listas e também o pouco que é conhecido sobre o Algonquina Proto-Oriental, uma lista provisória pode ser criada. Alguns exemplos desses imperativos são os seguintes:  pasekoiys  "levante-se!" ;  piāk  "venham todos vocês!" ;  ontenass  "você, tire isso daqui!" ;  miytiys  "você, coma!" ;  miytiyk  "todos vocês comam!" ;
| Pessoa      | Animado | Transitivo classe 1 | Transitivo classa 3 |
| ----------- | ------- | ------------------- | ------------------- |
| 2ª Singular | -s      | -ass                | -s                  |
| 2ª Plural   | -ek     | *-amok              | -ek                 |

- final presumido

Finalmente, conforme explicado na seção de verbos animados transitivos, há circunstâncias de hierarquia de animações com objetos diretos em Powhatan. Em vez da hierarquia ficar nam 1ª pessoa, 2ª pessoa, 3ª pessoa, existe um padrão de 2ª pessoa, 1ª pessoa, 3ª pessoa. Por exemplo, dizer "eu acerto com ele" seria  nepakamāw , onde o prefixo  ne-  para 1ª pessoa é o primeiro e  -aw  para a 3ª pessoa está no final. No entanto, para dizer algo como "eu alimento você", seria  keassakmes  com o prefixo  ke-  para a 2ª pessoa no início e um sufixo  -es  diferente para a 1ª pessoa no final . Isso pode ser resultado de uma prática de respeito pelos outros antes de si mesmo. "É uma das poucas línguas que dá maior importância ao ouvinte do que ao falante", observou a Dra. Blair Rudes, lingüista que trabalhou na reconstrução da língua para o O Novo Mundo (filme de 2005) observou numa entrevista.

## Dialetos
O estudo de Siebert, em 1975, também examinou evidências de variação de Dialeto. Ele não encontrou justificativas suficientepara atribuir quaisquer Dialetos aparentes a áreas específicas. O material de Strachey reflete considerável variação lexical e menor variação fonológica, sugerindo a existência de diferenciação de Dialeto. Foi sugerida uma conexão especulativa às tribos Chickahominy e Pamunkey Virginia Algonquina, mas não há evidências para apoiar esse link. .
A tabela abaixo fornece uma amostra de palavras que refletem variação lexical. Cada palavra é dada como escrita por Smith ou Strachey, seguida de uma representação fonêmica proposta. 
| Português        | Dialeto A ortografia     | Dialeto A transcrição | Dialeto B ortografia   | Dialeto B transcrição |
| ---------------- | ------------------------ | --------------------- | ---------------------- | --------------------- |
| sol              | ⟨keshowghes⟩, ⟨keshowse⟩ | kiysowss              | ⟨nepausche⟩            | nepass                |
| corsa            | ⟨woock⟩                  | wāhk                  | ⟨vsecān⟩               | osiykān               |
| cobre            | ⟨osawas⟩                 | osāwāss               | ⟨matassun⟩, ⟨matassin⟩ | matassen              |
| ele etá dormindo | ⟨nuppawv̄⟩, ⟨nepauū⟩      | nepēw                 | ⟨kawwiu⟩               | kawiyo                |
| coxa dele        | ⟨apome⟩                  | opowm                 | ⟨wÿkgwaus⟩             | wiykkoay              |
| flecha           | ⟨attonce⟩                | atowns                | ⟨asgweowan⟩            | askoiwān              |
| rato almiscarado | ⟨osasqaws⟩               | ossaskoēss            | ⟨mosskwacus⟩           | mossaskoēss           |
| guaxinim         | ⟨aroughcan⟩              | ārēhkan               | ⟨esepannauk⟩ (plural)  | ēsepan                |